# Festival di Cannes 1988
La 41ª edizione del Festival di Cannes si è svolta a Cannes dall'11 al 23 maggio 1988.
Il festival si è aperto con la proiezione di Le Grand Bleu di Luc Besson.
La giuria presieduta dal regista italiano Ettore Scola ha assegnato la Palma d'oro per il miglior film a Pelle alla conquista del mondo di Bille August.
È l'ultima edizione per il vecchio Palais Croisette, inaugurato nel 1949, sostituito nel 1983 dal nuovo Palais des Festivals come sede della selezione ufficiale e destinato alle proiezioni della Quinzaine des Réalisateurs, infine demolito nel 1989.

## Selezione ufficiale

### Concorso
- Il Lute II - Domani sarò libero (El Lute II: mañana seré libre), regia di Vicente Aranda (Spagna)
- Pelle alla conquista del mondo (Pelle erobreren), regia di Bille August (Danimarca/Svezia)
- Ritorno a Berlino (Der Passagier - Welcome to Germany), regia di Thomas Brasch (Gran Bretagna/Svizzera/Germania)
- Hai zi wang, regia di Chen Kaige (Cina)
- I cannibali (Os canibais), regia di Manoel de Oliveira (Portogallo/Francia/Germania/Italia/Svizzera)
- L'isola di Pascali (Pascali's Island), regia di James Dearden (Gran Bretagna)
- L'opera al nero (L'oeuvre au noir), regia di André Delvaux (Francia/Belgio)
- Chocolat, regia di Claire Denis (Francia/Germania/Camerun)
- Bird, regia di Clint Eastwood (USA)
- L'Enfance de l'art, regia di Francis Girod (Francia)
- Giochi nell'acqua (Drowning by Numbers), regia di Peter Greenaway (Gran Bretagna/Paesi Bassi)
- Breve film sull'uccidere (Krótki film o zabijaniu), regia di Krzysztof Kieślowski (Polonia)
- Un mondo a parte (A World Apart), regia di Chris Menges (Gran Bretagna/Zimbabwe)
- El Dorado, regia di Carlos Saura (Spagna/Francia/Italia)
- Patty - La vera storia di Patty Hearst (Patty Hearst), regia di Paul Schrader (Gran Bretagna/USA)
- Gli irriducibili (Miles from Home), regia di Gary Sinise (USA)
- Sur, regia di Fernando E. Solanas (Argentina/Francia)
- La notte dei maghi (Hanussen), regia di István Szabó (Ungheria/Germania/Austria)
- Paura e amore, regia di Margarethe von Trotta (Francia/Italia/Germania)
- Navigator - Un'odissea nel tempo (The Navigator: A Mediaeval Odyssey), regia di Vincent Ward (Australia/Nuova Zelanda)
- Arashi ga oka, regia di Yoshishige Yoshida (Giappone)

### Fuori concorso
- Le grand bleu, regia di Luc Besson (Francia/USA/Italia)
- Dear America - Lettere dal Vietnam (Dear America: Letters Home from Vietnam), regia di Bill Couturié (USA)
- Histoire(s) du cinéma: Toutes les histoires, regia di Jean-Luc Godard (Francia)
- Willow, regia di Ron Howard (USA)
- Blue Iguana (The Blue Iguana), regia di John Lafia (USA/Messico)
- Milagro (The Milagro Beanfield War), regia di Robert Redford (USA)

### Un Certain Regard
- La méridienne, regia di Jean-François Amiguet (Francia/Svizzera)
- A Song Of Air, regia di Merilee Bennett
- Natalia, regia di Bernard Cohn (Francia/Canada/Svizzera)
- Lamento, regia di François Dupeyron (Francia)
- Antarjali Jatra, regia di Goutam Ghose (India)
- The Raggedy Rawney, regia di Bob Hoskins (Gran Bretagna)
- La maschera, regia di Fiorella Infascelli (Italia)
- Gece yolculugu, regia di Ömer Kavur (Turchia)
- De sable et de sang, regia di Jeanne Labrune (Francia)
- Yaldei Stalin, regia di Nadav Levitan (Israele)
- Domani accadrà, regia di Daniele Luchetti (Italia)
- Le porte girevoli (Les portes tournantes), regia di Francis Mankiewicz (Canada/Francia)
- Sredi serykh kamney, regia di Kira Muratova (Unione Sovietica)
- Hôtel Terminus, regia di Marcel Ophüls (Germania/Francia/USA)
- Slucaj Harms, regia di Slobodan D. Pesic (Jugoslavia)
- Afrikander (Mapantsula), regia di Oliver Schmitz (Sudafrica/Australia/Gran Bretagna)
- Proc?, regia di Karel Smyczek (Cecoslovacchia)
- Vreme na nasilie, regia di Ljudmil Stajkov (Bulgaria)
- Yuan nu, regia di Fred Tan (Taiwan)
- Katinka - Storia romantica di un amore impossibile (Ved vejen), regia di Max von Sydow (Danimarca/Svezia)
- Havinck, regia di Frans Weisz (Paesi Bassi)
- Na srebrnym globie, regia di Andrzej Żuławski (Polonia)

## Settimana internazionale della critica
- Testament, regia di John Akomfrah (Ghana/Gran Bretagna)
- Begurebis gadaprena, regia di Temur Babluani (Unione Sovietica)
- Dolunay, regia di Sahin Kaygun (Turchia)
- Tokyo Pop, regia di Fran Rubel Kuzui (USA/Giappone)
- Jin, regia di Li Yalin (Cina)
- Mon cher sujet, regia di Anne-Marie Miéville (Francia/Svizzera)
- Ekti Jiban, regia di Raja Mitra (India)

## Quinzaine des Réalisateurs
- Storia di una cameriera (Romance da Empregada), regia di Bruno Barreto (Brasile)
- Ei, regia di Danniel Danniel (Paesi Bassi)
- Voci lontane... sempre presenti (Distant Voices, Still Lives), regia di Terence Davies (Gran Bretagna)
- The Suitors, regia di Ghasem Ebrahimian (USA)
- Stormy Monday - Lunedì di tempesta (Stormy Monday), regia di Mike Figgis (Gran Bretagna/USA)
- Ni luo he nu er, regia di Hou Hsiao-Hsien (Taiwan)
- Leggende viventi (Amagleba), regia di Nodar Managadze (Unione Sovietica)
- Kholodnyy mart, regia di Igor Minayev (Unione Sovietica)
- Stars in Broad Daylight, regia di Usama Muhammad (Siria)
- Salaam Bombay!, regia di Mira Nair (Gran Bretagna/India/Francia)
- Sarikat Sayfeya, regia di Yousry Nasrallah (Egitto)
- La legge delle triadi (Soursweet), regia di Mike Newell (Gran Bretagna)
- Herseye Ragmen, regia di Orhan Oguz (Turchia)
- Rumori (Tabataba), regia di Raymond Rajaonarivelo (Francia/Madagascar)
- América, terra incógnita, regia di Diego Rísquez (Venezuela)
- La ligne de chaleur, regia di Hubert-Yves Rose (Canada)
- Natal da Portela, regia di Paulo Cesar Saraceni (Brasile)
- La trappola di Venere (Die Venusfalle), regia di Robert van Ackeren (Germania)

## Giurie

### Concorso
- Ettore Scola, regista (Italia) - presidente
- Claude Berri, produttore (Francia)
- William Goldman, sceneggiatore (USA)
- Nastassja Kinski, attrice (Germania)
- George Miller, regista (Australia)
- Robby Müller, direttore della fotografia (Paesi Bassi)
- Hector Olivera, regista (Argentina)
- David Robinson, critico (Gran Bretagna)
- Elena Safonova, attrice (Unione Sovietica)
- Philippe Sarde, compositore (Francia)

### Caméra d'or
- Danièle Delorme, attrice (Francia) - presidente
- Carlos Avellar, giornalista (Brasile)
- Chantal Calafato, cinefila
- Jacques Champreux, regista (Francia)
- Henry Chapier, critico (Francia)
- Bernard Jubard (Francia)
- Ekaterina Oproiu, giornalista (Romania)
- David Streiff, cinefilo (Svizzera)

## Palmarès
- Palma d'oro: Pelle alla conquista del mondo (Pelle erobreren), regia di Bille August (Danimarca/Svezia)
- Grand Prix Speciale della Giuria: Un mondo a parte (A World Apart), regia di Chris Menges (Gran Bretagna/Zimbabwe)
- Premio della giuria: Breve film sull'uccidere (Krótki film o zabijaniu), regia di Krzysztof Kieślowski (Polonia)
- Prix d'interprétation féminine:  Barbara Hershey, Jodhi May e Linda Mvusi - Un mondo a parte (A World Apart), regia di Chris Menges (Gran Bretagna/Zimbabwe)
- Prix d'interprétation masculine: Forest Whitaker - Bird, regia di Clint Eastwood (USA)
- Prix de la mise en scène: Fernando E. Solanas - Sur (Argentina/Francia)
- Premio per il contributo artistico: Giochi nell'acqua (Drowning by Numbers), regia di Peter Greenaway (Gran Bretagna/Paesi Bassi)
- Grand Prix tecnico: Bird, regia di Clint Eastwood (USA) (per la colonna sonora)
- Caméra d'or: Salaam Bombay!, regia di Mira Nair (Gran Bretagna/India/Francia)
- Premio FIPRESCI: Voci lontane... sempre presenti (Distant Voices, Still Lives), regia di Terence Davies (Gran Bretagna) ex aequo Hôtel Terminus, regia di Marcel Ophüls (Germania/Francia/USA) ex aequo Breve film sull'uccidere (Krótki film o zabijaniu), regia di Krzysztof Kieślowski (Polonia)
- Premio della giuria ecumenica: Un mondo a parte (A World Apart), regia di Chris Menges (Gran Bretagna/Zimbabwe)
  - Premio della giuria ecumenica - Menzione speciale: Le porte girevoli (Les portes tournantes), regia di Francis Mankiewicz (Canada/Francia)